# 광자극
광자극은 빛을 사용하여 생화합물, 세포, 조직 또는 유기체 전체를 인위적으로 활성화하는 것이다. 광자극은 빛만을 사용하여 다양한 생체 활동 사이의 관계를 비침습적으로 조사하는 데 사용될 수 있다. 장기적으로 광자극은 편두통 과 같은 다양한 유형의 치료에 사용될 가능성이 있다. 또한, 광자극은 신호 전달물질을 방출함으로써 뇌 영역 사이의 연결을 지도화하는 데 사용될 수 있다. 광자극을 이용한 치료는 빛 치료, 광선 치료 또는 광생물변조 (photobiomodulation) 라고 불린다.

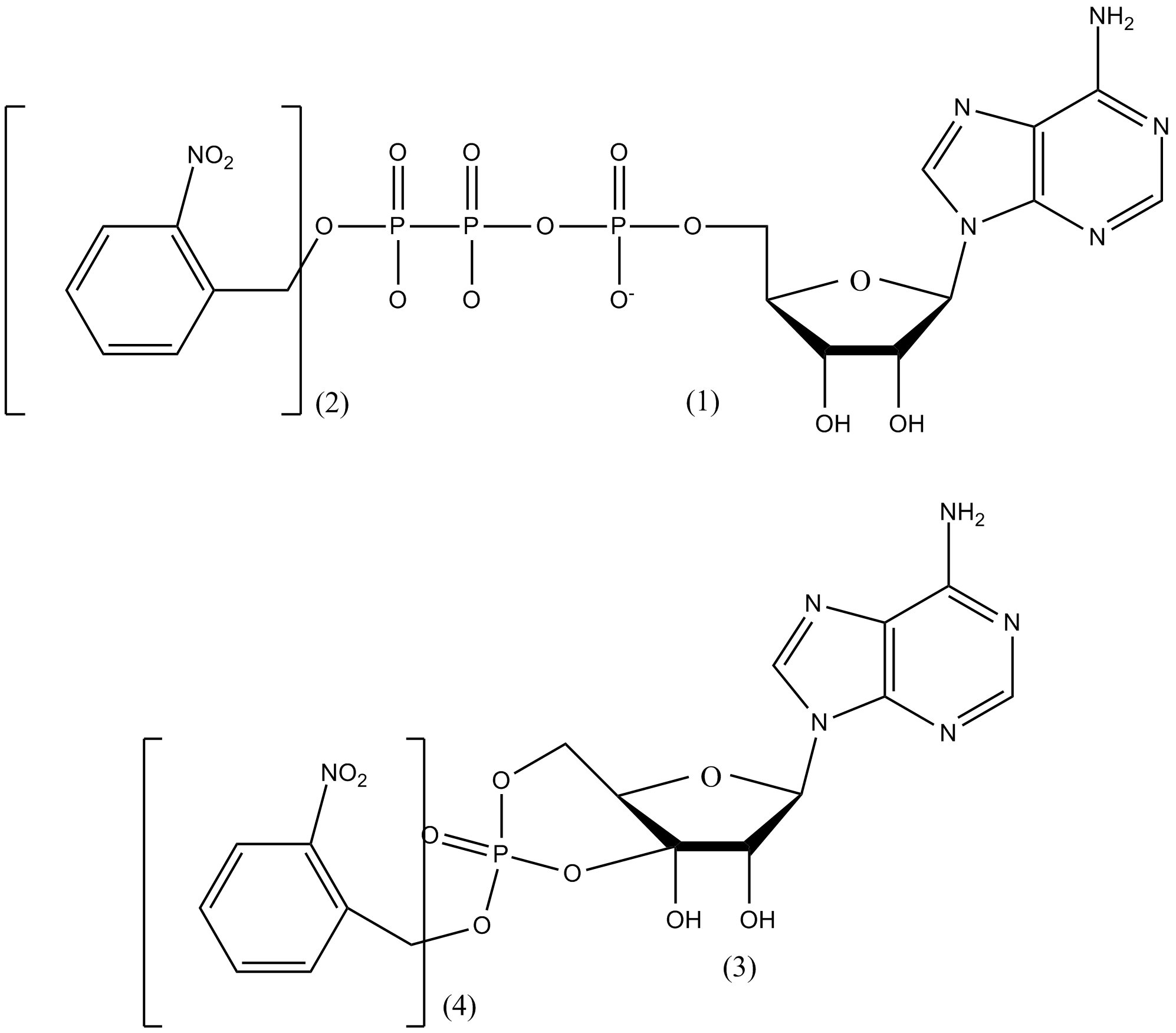
ATP(1)는 케이징 그룹(2)이 추가되면 광분해가 시작될 때까지 비활성화된다. 마찬가지로, cAMP(3)의 활성 부위도 케이징 그룹(4)이 추가되면 비활성화될 수 있다.

광자극을 할 수 있는 방법은 두 가지 일반적인 범주로 분류된다. 한 가지 방법은 빛으로 화합물을 방출하여 생화학적으로 활성화된 화합물이 이후의 과정에 있는 효과기에 결합하는 것이다. 예를 들어, 방출된 글루타메이트는 신경세포 사이의 흥분성 신경연결을 찾는 데 유용하다. 왜냐하면 방출된 글루타메이트는 하나의 신경세포가 다른 신경세포에 영향을 미치는 본연의 시냅스 활동을 모방하기 때문이다. 다른 주요 광자극 방법은 빛을 사용하여 로돕신과 같은 빛 반응 단백질을 활성화하는 것인데, 활성화된 로돕신은 옵신을 발현하는 세포를 흥분시킬 수 있다.
과학자들은 한 유형의 세포를 제어하면서 주변 세포를 건드리거나 자극하지 않는 방법이 필요하다고 오랫동안 생각해 왔다. 전기 자극이나 전극의 사용과 같은 잘 알려진 과학적 방법은 신경 활성화에는 성공했지만, 이 방법은 부정확하고 다양한 세포 유형을 구별할 수 없는 한계성 때문에 과학자들의 필요를 충족시키지 못했다. 광유전학은 (빛 자극을 이용한 인위적인 세포 활성화) 정확하게, 또한 시간을 조절해서 빛 파동을 전달할 수 있다는 점에서 특별하다. 광유전학으로 신경세포를 제어하는 방식은 양방향이다. 이온통로는 빛 파장에 따라 탈분극 (depolarized) 되거나 과분극 (hyperpolarized) 될 수 있다. 예를 들어, 이 기술이 채널로돕신 (Channelrhodopsin) 양이온통로에 적용되면 신경 탈분극이 유도되고 빛의 세기에 따라서는 활성화될 수도 있다. 반대로, 염화물 펌프인 할로로돕신은 (Halorhodopsin) 신경세포를 과분극시키는 기능을 하기때문에 광유전학을 이용해서 신경세포 활동의 억제를 유도할 수 있다.
그러나 광유전학을 수행하려면 먼저 피험체가 표적 이온통로를 발현해야 한다. 미생물에 기본적으로 풍부하게 존재하는 로돕신은(박테리오로돕신, 할로로돕신, 채널로돕신 포함) 각자 특징적인 활동 스펙트럼을 가지는데, 이는 각 로돕신이 반응하고 기능하게 하는 색상과 파장을 의미한다.
채널로돕신-2는 (Channelrhodopsin-2) 광감지기와 양이온통로를 포함하는 단일체 단백질로서, 적절한 속도와 크기의 전기 자극으로 신경 발화를 일으킨다. 최근 들어서는 빛으로 신경 활동을 억제하는 광억제가 (photoinhibition) 가능해졌는데, 이는 빛에 의해 활성화되는 염화물 펌프인 할로로돕신과 (halorhodopsin) 같은 분자를 신경 조절에 적용할 수 있게 되었기 때문이다. 따라서 청색광으로 활성화되는 채널로돕신-2 와 황색광으로 활성화되는 염화물 펌프 할로로돕신을 사용함으로써 다중 색상을 이용한 신경 활동의 광활성과 광억제가 가능하게 되었다. ( photobiomodulation 참조)

## 방법
케이지 단백질은 자극 광원이 있을 때 활성화되는 단백질이다. 대부분의 경우, 광해방은 차폐 분자 (케이지)의 광분해 과정을 통해 화합물의 활성 영역을 드러내는 기술이다. 그러나 단백질의 포장을 풀려면 적절한 빛의 파장과 강도, 그리고 적절한 타이밍이 필요한데, 이는 특정한 양의 빛을 전달할 수 있도록 광섬유를 변형할 수 있기 때문에 가능하다. 또한 자극을 짧은 시간동안 집중적으로 전달하는 방식은 생리학적으로 유사한 결과를 나타낸다. 광자극은 단백질 전달과 광 활성화가 서로 다른 시기에 이루어져도 된다는 점에서 시간에 독립적이다. 이는 단백질 활성화를 위해 단백질 전달과 광 활성화의 두 단계가 모두 필요하기 때문이다.
일부 단백질은 선천적으로 감광성이 있으며 빛이 있을 때 작동한다. 옵신으로 (opsins) 알려진 단백질은 감광성 단백질의 핵심이다. 이 단백질은 주로 눈에서 발견되면, 이들 단백질 중 다수는 이온통로 및 수용체 역할을 한다. 한 가지 예는 특정 파장의 빛을 특정 이온통로에 비출 때에 이온통로가 열리고 이온 전달이 가능해지는 것이다.
케이지 단백질을 풀기 위해서는 공유 결합을 끊을 수 있는 광분해 시스템이 필요하다. 하나의 예는 광원(일반적으로 레이저 또는 램프), 들어오는 빛의 양을 조절하는 컨트롤러, 빛 유도체, 빛 전달 시스템으로 구성된 시스템이다. 확산광 사이에 매체가 만나는 방식으로 설계된 시스템은 종종 추가적으로 원치 않는 광분해 및 빛 감소를 유발할 수 있는데, 이는 광분해 시스템에 심각한 문제가 된다.

## 역사
광자극은 생체분자 기능을 조절하는 방법으로서 1970년대에 개발되었다. 두 명의 연구자인 Walther Stoeckenius와 Dieter Oesterhelt는 1971년에 빛이 있을 때 기능하는 박테리오로돕신으로 (Bacteriorhodopsin) 알려진 이온 펌프를 발견했다. 1978년 JF Hoffman은 "케이징(caging)"이라는 용어를 창안했다. 불행하게도, 이 용어는 과학자들 사이에 혼란을 일으켰는데, 다른 분자 내에 갇혀 있는 분자를 설명하는데 자주 사용된다는 사실 때문이다. 또한 라디칼 재결합에서의  "갇힌 효과 (caged effect)"와 혼동될 수도 있다. 따라서 일부 저자는 "케이징" 대신 "광 활성화"라는 용어를 사용하기로 결정했다. 두 용어 모두 현재 사용되고 있다. 예일대학의 Hoffman과 동료들이 합성한 최초의 "갇힌 분자"는 ATP 파생물 1의 갇힌 전구체였다.

## 활용
광자극은 시간적 정확성이 뛰어나서 갇힌 효과기가 (caged effectors) 활성화되는 정확한 시작 시간을 알아내는데 사용될 수 있다. 갇힌 억제제와 (caged inhibitors) 함께 활용해서 유기체 삶의 주기 특정 시점에서 생체분자의 역할을 연구할 수 있다. 시냅스 전달의 주요 매개체인 N-에틸말레이미드 민감성 융합 단백질의 (N-ethylmaleimide sensitive fusion protein, NSF) 갇힌 억제제는 NSF의 시간 의존성을 연구하는 데 사용되었다. 몇몇 다른 연구에서는 글루타메이트와 같은 갇힌 신경전달물질을 사용하여 활동 전위 발화에 미치는 영향을 연구했다. 글루타메이트, 도파민, 세로토닌 및 GABA의 광유연성이 있는 전구체 등의 갇힌 신경전달물질 (caged neurotransmitters)은 시판 중이다.
체세포분열 중 신호 전달은 광분해를 통해 인산화되는 갇힌 형광단을 (fluorophore) 가진 리포터 분자를 사용하여 연구되었다. 이 기술의 장점은 리포터 분자의 모든 활동을 기록하는 대신 특정 시점에서 카이네이즈 활동의 "스냅샷"을 제공한다는 것이다.
칼슘 이온은 중요한 신호 전달 역할을 하며, 갇힌 이온통로를 통한 칼슘 이온의 방출 제어가 광범위하게 연구되었다.
불행하게도 모든 유기체가 충분한 양의 옵신을 생산하거나 보유하는 것은 아니다. 따라서 옵신 유전자가 연구 대상에 존재하지 않는 경우 표적 신경세포에 도입해야 한다. 옵신 유전자를 추가해서 발현시키면 광유전학을 이용할 수 있다. 이를 위해 가능한 수단으로는 옵신 유전자를 포함하는 형질전환 라인을 구축하거나 개체의 특정 영역으로  유전자를 곧장 전달하는 것이다. 이러한 방법은 각각 생식세포 형질전환과 체세포 유전자 전달로 알려져 있다.
광유전학은 파킨슨병 및 간질과 같은 일련의 신경 질환 치료에 상당한 가능성을 보여주었다. 광유전학이 특정 세포 유형이나 신경 회로를 조작하거나 표적할 수 있기 때문인데, 이는 뇌심부자극술과 같은 현재의 뇌 자극 기술로는 할 수 없는 특징이기 때문이다. 현시점에서, 광유전학은 신경생물학 분야에서 특정 질환의 매커니즘을 밝히기 위해서만 사용되어 왔다. 광유전학이 이러한 질환을 치료하기 위해 직접적으로 적용되기위해서는 유전자 치료, 옵신 엔지니어링, 광전자학같은 분야의 발전이 선행되어야 한다.

## 참고자료
1. Marina de Tommaso; Daniele Marinazzo; Luigi Nitti; Mario Pellicoro; Marco Guido; Claudia Serpino; Sebastiano Stramaglia (2007). “Effects of levetiracetam vs topiramate and placebo on visually evoked phase synchronization changes of alpha rhythm in migraine”. 《Clinical Neurophysiology》 118 (10): 2297–2304. doi:10.1016/j.clinph.2007.06.060. hdl:1854/LU-8697646. PMID 17709295. S2CID 20094637.
2. Deisseroth, Karl. “Optogenetics: Controlling the Brain with Light [Extended Version]”. 《Scientific American》 (영어). 2017년 10월 14일에 확인함.
3. LaLumiere, Ryan T. (2011년 1월 1일). “A new technique for controlling the brain: optogenetics and its potential for use in research and the clinic”. 《Brain Stimulation》 4 (1): 1–6. doi:10.1016/j.brs.2010.09.009. PMID 21255749. S2CID 3256131.
4. Chow, Brian Y.; Han, Xue; Boyden, Edward S. (2012). 《Genetically encoded molecular tools for light-driven silencing of targeted neurons》. Progress in Brain Research 196. 49–61쪽. doi:10.1016/B978-0-444-59426-6.00003-3. ISBN 9780444594266. ISSN 0079-6123. PMC 3553588. PMID 22341320.
5. G. W. Godwin; D. Che; D. M. O'Malley; Q. Zhou (1996). “Photostimulation with caged neurotransmitters using fiber optic lightguides”. 《Neuroscience Methods》 93 (1): 91–106. doi:10.1016/s0165-0270(96)02208-x. PMID 9130682. S2CID 35862919.
6. G. Sandoz; J. Levitz (2013). “Optogenetic techniques for the study of native potassium channels”. 《Frontiers in Molecular Neuroscience》 6: 6. doi:10.3389/fnmol.2013.00006. PMC 3622882. PMID 23596388.
7. Karl Deisseroth (2011). “Optogenetics”. 《Nature Methods》 8 (1): 26–29. doi:10.1038/nmeth.f.324. PMC 6814250. PMID 21191368.
8. G_nter Mayer, Alexander Heckel (2006). “Biologically Active Molecules with a "Light Switch"”. 《Angew. Chem.》 45 (30): 4900–4921. doi:10.1002/anie.200600387. PMID 16826610.
9. Kuner T, Li Y, Gee KR, Bonewald LF, Augustine GJ (2008). “Photolysis of a caged peptide reveals rapid action of N-ethylmaleimide sensitive factor before neurotransmitter release.”. 《Proc. Natl. Acad. Sci. U.S.A.》 105 (1): 347–352. doi:10.1073/pnas.0707197105. PMC 2224215. PMID 18172208.
10. E. M. Callaway; R. Yuste (2002). “Stimulating neurons with light”. 《Current Opinion in Neurobiology》 12 (5): 587–592. doi:10.1016/s0959-4388(02)00364-1. PMID 12367640. S2CID 18176577.
11. G. Dormán; G. D. Prestwich (2000). “Using photolabile ligands in drug discovery and development”. 《Trends Biotechnol.》 18 (2): 64–77. doi:10.1016/s0167-7799(99)01402-x. PMID 10652511.
12. “Caged Compounds | Photolysis”.
13. Dai Z, Dulyaninova NG, Kumar S, Bresnick AR, Lawrence DS (2007). “Visual snapshots of intracellular kinase activity at the onset of mitosis”. 《Chemistry & Biology》 14 (11): 1254–1260. doi:10.1016/j.chembiol.2007.10.007. PMC 2171364. PMID 18022564.
14. Ellis-Davies G C (2007). “Caged compounds: photorelease technology for control of cellular chemistry and physiology”. 《Nat. Methods》 4 (8): 619–628. doi:10.1038/nmeth1072. PMC 4207253. PMID 17664946.
15. Nikolenko V, Poskanzer KE, Yuste R (2007). “Two-photon photostimulation and imaging of neural circuits”. 《Nat. Methods》 4 (11): 943–950. doi:10.1038/nmeth1105. PMID 17965719. S2CID 1421280.
16. Neveu P, Aujard I, Benbrahim C, Le Saux T, Allemand JF, Vriz S, Bensimon D, Jullien L (2008). “A caged retinoic acid for one- and two-photon excitation in zebrafish embryos”. 《Angew. Chem. Int. Ed.》 47 (20): 3744–3746. doi:10.1002/anie.200800037. PMID 18399559.
17. Dugué, Guillaume P.; Akemann, Walther; Knöpfel, Thomas (2012년 1월 1일). 〈A comprehensive concept of optogenetics〉.   Knöpfel, Thomas; Boyden, Edward S. 《Optogenetics: Tools for Controlling and Monitoring Neuronal Activity》. Progress in Brain Research 196. Elsevier. 1–28쪽. doi:10.1016/B978-0-444-59426-6.00001-X. ISBN 9780444594266. PMID 22341318.
18. Mahmoudi, Parisa; Veladi, Hadi; Pakdel, Firooz G. (2017). “Optogenetics, Tools and Applications in Neurobiology”. 《Journal of Medical Signals and Sensors》 7 (2): 71–79. doi:10.4103/2228-7477.205506. ISSN 2228-7477. PMC 5437765. PMID 28553579.

1. ↑  Marina de Tommaso; Daniele Marinazzo; Luigi Nitti; Mario Pellicoro; Marco Guido; Claudia Serpino; Sebastiano Stramaglia (2007). “Effects of levetiracetam vs topiramate and placebo on visually evoked phase synchronization changes of alpha rhythm in migraine”. 《Clinical Neurophysiology》 118 (10): 2297–2304. doi:10.1016/j.clinph.2007.06.060. PMID 17709295.
2. ↑  Deisseroth, Karl. “Optogenetics: Controlling the Brain with Light [Extended Version]”. 《Scientific American》 (영어). 2017년 10월 14일에 확인함.
3. 1 2  LaLumiere, Ryan T. (2011년 1월 1일). “A new technique for controlling the brain: optogenetics and its potential for use in research and the clinic”. 《Brain Stimulation》 4 (1): 1–6. doi:10.1016/j.brs.2010.09.009. PMID 21255749.
4. ↑  Chow, Brian Y.; Han, Xue; Boyden, Edward S. (2012). 《Genetically encoded molecular tools for light-driven silencing of targeted neurons》. Progress in Brain Research 196. 49–61쪽. doi:10.1016/B978-0-444-59426-6.00003-3. ISBN 9780444594266. ISSN 0079-6123. PMC 3553588. PMID 22341320.
5. 1 2  G. W. Godwin; D. Che; D. M. O'Malley; Q. Zhou (1996). “Photostimulation with caged neurotransmitters using fiber optic lightguides”. 《Neuroscience Methods》 93 (1): 91–106. doi:10.1016/s0165-0270(96)02208-x. PMID 9130682.
6. ↑  G. Sandoz; J. Levitz (2013). “Optogenetic techniques for the study of native potassium channels”. 《Frontiers in Molecular Neuroscience》 6: 6. doi:10.3389/fnmol.2013.00006. PMC 3622882. PMID 23596388.
7. ↑  Karl Deisseroth (2011). “Optogenetics”. 《Nature Methods》 8 (1): 26–29. doi:10.1038/nmeth.f.324. PMC 6814250. PMID 21191368.
8. ↑  G_nter Mayer, Alexander Heckel (2006). “Biologically Active Molecules with a "Light Switch"”. 《Angew. Chem.》 45 (30): 4900–4921. doi:10.1002/anie.200600387. PMID 16826610.
9. ↑  “Photolysis of a caged peptide reveals rapid action of N-ethylmaleimide sensitive factor before neurotransmitter release.”. 《Proc. Natl. Acad. Sci. U.S.A.》 105 (1): 347–352. 2008. doi:10.1073/pnas.0707197105. PMC 2224215. PMID 18172208.
10. ↑  E. M. Callaway; R. Yuste (2002). “Stimulating neurons with light”. 《Current Opinion in Neurobiology》 12 (5): 587–592. doi:10.1016/s0959-4388(02)00364-1. PMID 12367640.
11. ↑  G. Dormán; G. D. Prestwich (2000). “Using photolabile ligands in drug discovery and development”. 《Trends Biotechnol.》 18 (2): 64–77. doi:10.1016/s0167-7799(99)01402-x. PMID 10652511.
12. ↑  “Caged Compounds | Photolysis”.
13. ↑  “Visual snapshots of intracellular kinase activity at the onset of mitosis”. 《Chemistry & Biology》 14 (11): 1254–1260. 2007. doi:10.1016/j.chembiol.2007.10.007. PMC 2171364. PMID 18022564.
14. ↑  Ellis-Davies G C (2007). “Caged compounds: photorelease technology for control of cellular chemistry and physiology”. 《Nat. Methods》 4 (8): 619–628. doi:10.1038/nmeth1072. PMC 4207253. PMID 17664946.
15. ↑  “Two-photon photostimulation and imaging of neural circuits”. 《Nat. Methods》 4 (11): 943–950. 2007. doi:10.1038/nmeth1105. PMID 17965719.
16. ↑  “A caged retinoic acid for one- and two-photon excitation in zebrafish embryos”. 《Angew. Chem. Int. Ed.》 47 (20): 3744–3746. 2008. doi:10.1002/anie.200800037. PMID 18399559.
17. ↑  Dugué, Guillaume P.; Akemann, Walther; Knöpfel, Thomas (2012년 1월 1일). 〈A comprehensive concept of optogenetics〉.   Knöpfel, Thomas; Boyden. 《Optogenetics: Tools for Controlling and Monitoring Neuronal Activity》. Progress in Brain Research 196. Elsevier. 1–28쪽. doi:10.1016/B978-0-444-59426-6.00001-X. ISBN 9780444594266. PMID 22341318.
18. ↑  Mahmoudi, Parisa; Veladi, Hadi; Pakdel, Firooz G. (2017). “Optogenetics, Tools and Applications in Neurobiology”. 《Journal of Medical Signals and Sensors》 7 (2): 71–79. doi:10.4103/2228-7477.205506. ISSN 2228-7477. PMC 5437765. PMID 28553579.